# Kalundborg Station
Kalundborg Station er den primære station i Kalundborg og udgør endestationen for Nordvestbanen. Stationen er udformet som en sækbanegård med den toetages stationsbygning liggende på tværs ud for enden af sporene. En busterminal, med busforbindelser til oplandet, ligger i forbindelse med stationen.
Fra 1963 til 2012 fjernstyredes jernbanestrækningen mellem Kalundborg og Holbæk fra FC Kalundborg.

## Togforbindelser
Stationen betjenes på hverdage, uden for myldretiden med:
- 1 tog pr. time mod København H / Østerport

## Galleri
- Den første station i Kalundborg (åbnet 1874)
- Nuværende stationsbygning indefra
- Busterminalen
- Spor 3 set mod øst